# Eugen Hasler (Schwinger)
Eugen Hasler (* 26. Juni 1965 in Galgenen) ist ein ehemaliger Schweizer Schwinger.

## Laufbahn
Er galt als einer der grössten Schwinger seiner Zeit, konnte jedoch nie den Titel eines Schwingerkönigs gewinnen. So war der Schwyzer 1989 als haushoher Favorit in den Schlussgang des Eidgenössischen Schwing- und Älplerfestes in Stans gestiegen, verlor jedoch überraschend gegen den 18-jährigen Berner Adrian Käser. Das Kampfgericht entschied, dem im Rang 1b klassierten «Geni» den Titel eines «Erstgekrönten» zu verleihen. Auch am Eidgenössischen Schwing- und Älplerfest in Chur 1995 stand der offensive Sennenschwinger im Schlussgang, verlor aber erneut unglücklich, und zwar gegen den Ostschweizer Thomas Sutter.
1990 konnte Hasler den Kilchberger Schwinget gewinnen. Hasler ging an 38 Kranzfesten als Sieger hervor und ist mit insgesamt 101 erschwungenen Kränzen Mitglied des «Hunderter-Klubs». Das Aushängeschild des Innerschweizerischen Schwingerverbandes errang fünfmal den Eidgenössischen Kranz.
1999 beendete Hasler seine Aktivkarriere. Bereits seit 1997 und bis 2001 versah er das Amt des Technischen Leiters seines heimischen Schwingklubs March-Höfe. Dieselbe Funktion übte er dann von 2002 bis 2008 beim Schwyzer Kantonalverband und von 2009 bis 2014 beim Innerschweizer Schwingerverband (ISV) aus, letzteres mit gleichzeitigem Einsitz in der Technischen Kommission des Eidgenössischen Schwingerverbandes (ESV).